# Marcello Mescoli
Marcello Mescoli (Modena, 16 gennaio 1972) è un ex pallavolista e allenatore di pallavolo italiano.
Ha giocato nel ruolo di palleggiatore e si è ritirato dall'attività agonistica alla fine del 2009, dopo quasi vent'anni di carriera. Attualmente ricopre la carica di allenatore della formazione di Serie A3 della Stadium Pallavolo Mirandola.

## Carriera
Marcello iniziò la sua carriera a Carpi, in Serie B1, prima di passare nel 1992 in Serie A2. Il suo esordio nella massima serie nazionale avvenne l'anno successivo, con la squadra della sua città, la più titolata della storia della pallavolo italiana, vincendo la Coppa Italia. Dal 1994 al 1996 partecipò alla promozione in Serie A1 della Lube Macerata.
Dopo la parentesi alla Roma Volley partecipò a diverse edizioni del campionato di Serie A2, prima di tornare a Modena nel 2003 e vincere l'anno successivo la Coppa CEV (allora il terzo trofeo continentale). Dal 2005 al 2007 indossò la maglia della Trentino Volley, facendo da riserva a Marco Meoni.
A Trento visse la sua ultima esperienza da giocatore in Serie A1; gli ultimi due anni di carriera li disputò con la Pastificio Avesani Quaderni, squadra di Serie B1 della provincia di Verona. Terminata la carriera da giocatore decise di vestire i panni di allenatore: gli venne affidata la formazione Under 18 nelle giovanili della Pallavolo Modena.

## Palmarès
- Coppa Italia: 1

1993-94
- Coppa CEV: 1

2003-04